# Felipe Dana
Felipe Dana (nacido el 15 de agosto de 1985) es un fotoperiodista brasileño ganador del Premio Pulitzer de Associated Press (AP).

## Biografía
Dana es un fotógrafo documental y fotoperiodista conocido por su cobertura de la desigualdad social y la violencia urbana en América Latina y los conflictos en varios países, incluidos Irak, Siria, Afganistán, Gaza, Libia y Ucrania.
Él ha recibido premios del World Press Photo en 2013 y 2017 y en 2023 fue presidente del jurado de América del Surpara el concurso.  Dana también formó parte de los equipos de Associated Press finalistas del Premio Pulitzer en 2017, 2018, 2019 y 2021.
En 2023, Dana ganó el Premio Pulitzer de fotografía de noticias de última hora por la cobertura de la invasión rusa de Ucrania, como parte del equipo de AP (compartido con Bernat Armangue, Evgeniy Maloletka, Emilio Morenatti, Nariman El-Mofty, Rodrigo Abd, y Vadim Ghirda).
Su videos de dron de la Batalla de Mosul en Irak abre la película de acción Mosul en Netflix.

## Premios
- 2011: Atlanta Photojournalism Awards[9]
- 2012: Atlanta Photojournalism Awards[10]
- 2013: POY - Pictures of the Year Latam, 3 premios[11]
- 2013: premio World Press Photo[12]
- 2015: NPPA National Press Photographers Association[13]
- 2016: NPPA National Press Photographers Association, 2 premios[14]
- 2016: POYi Pictures of the Year International[15]
- 2016: Premio SPJ Sigma Delta Chi[16]
- 2016: APME Associated Press Media Editors[17]
- 2016: Oliver S. Gramling Journalism Awards - AP[18]
- 2016: Atlanta Photojournalism Awards[19]
- 2017: APME Associated Press Media Editors[20]
- 2017: Finalista, Pulitzer Prize for Breaking News Photography[2]
- 2017: premio World Press Photo[21]
- 2017: NPPA National Press Photographers Association, 3 premios[22]
- 2017: Atlanta Photojournalism Awards[23]
- 2018: Finalista, Premio Pulitzer de Reportajes Internacionales[3]
- 2018: OPC - Overseas Press Club of America[24]
- 2018: Shorty Awards, Nominado[25]
- 2018: National Headliner Awards, 2 premios[26]
- 2018: APME Associated Press Media Editors[27]
- 2018: POYi Pictures of the Year International[28]
- 2019: Finalista, Premio Pulitzer de fotografía de noticias de última hora[4]
- 2019: Imágenes POYi del año internacional[29]
- 2019: The Guardian : fotógrafo de agencia del año[30]
- 2019: POY - Pictures of the Year Latam, 3 premios[31]
- 2020: Atlanta Photojournalism Awards, 2 premios[32]
- 2020: NPPA National Press Photographers Association[33]
- 2021: OY - Pictures of the Year Latam[34]
- 2021: Finalista, Pulitzer Prize for Breaking News Photography[5]
- 2023: Pulitzer Prize for Breaking News Photography[7]